# IBM BASIC
IBM Personal Computer Basic, зазвичай скорочують до IBM BASIC — є мова програмування BASIC, вперше випущена корпорацією IBM з IBM PC (модель 5150) в 1981 році. IBM випустила чотири різні версії інтерпретатора Microsoft BASIC, ліцензованих від Microsoft для PC та IBM PCjr. Вони відомі як Cartridge BASIC, Cassette BASIC, Disk BASIC і Advanced BASIC (BASICA). Версії Disk BASIC та Advanced BASIC були включені до складу PC DOS до PC DOS 4. На додаток до функцій стандарту ANSI BASIC версії IBM пропонував підтримку графічного та звукового обладнання лінійки IBM PC. Початковий код можна вводити за допомогою повноекранного редактора, а для налагодження програми були надані дуже обмежені можливості. IBM також випустила версію компілятора Microsoft BASIC для PC одночасно з випуском PC DOS 1.10 в 1982 році.